# Elgaria velazquezi
Elgaria velazquezi — вид ящірок з родини веретільницевих.

## Назва
Вид названий на честь мексиканського герпетолога Віктора Велазкез-Соліса (Victor Velázquez-Solis).

## Поширення
Цей вид є ендеміком Нижньої Каліфорнії у Мексиці. Відомо кілька ізольованих популяцій біля населених пунктів Сан-Ігнасіо , Сьєрра-Гуадалупе, Сан-Хосе-де-Магдалена, Сан-Хосе Комонду та Місія Долорес.

## Опис
Голотип Elgaria velazquezi (самець) сягає 115 мм завдовжки, не включаючи хвіст. Спина коричневого забарвлення, голова з темно-сірими плямами. Черево кремового забарвлення.

## Спосіб життя
Ці тварини живуть на землі або у скелястій місцевості, знайдені під листям, під колодами і камінням. Цілком можливо, що вид адаптовані до змін середовища проживання (через ведення сільського господарства), але вид живе у віддалених місцевостях, тому навряд чи страждає від людського втручання.